# جورج هايد فالون
جورج هايد فالون (بالإنجليزية: George Hyde Fallon)‏ هو شخصية أعمال وسياسي أمريكي، ولد في 24 يوليو 1902 في بالتيمور في الولايات المتحدة، وتوفي بنفس المكان في 21 مارس 1980. حزبياً، نشط في الحزب الديمقراطي. وقد انتخب مسؤول وانتخب عضو ‏ وانتخب عضو مجلس النواب الأمريكي.